# Kamień (Rybnik)
Kamień [ˈkamʲɛɲ] (deutsch Stein) ist ein etwa 3.700 Einwohner zählender Stadtteil der Stadt Rybnik in Woiwodschaft Schlesien in Polen.

## Geschichte
Der Ursprung des Ortsnamens Stein ist mit dem traditionellen Handwerk des Steinmetzen verbunden, das früher in diesem Ort auf Grundlage der Sandsteinvorkommen ausgeübt wurde. Darauf deutet auch Steins Wappen hin, das einen Steinmetz, in der einen Hand einen Hammer, in der anderen einen Stein haltend, zeigt.
Wahrscheinlich geht die Geschichte Steins bis ins 13. Jahrhundert zurück. Bis zum Jahre 1788 war es Rittergut, wobei über die Besitzer jener Zeit wenig bekannt ist. Für das Jahr 1437 ist die Übernahme durch Ritter Mikulczyn überliefert. Stein gehörte im 19. Jahrhundert zwei Großgrundbesitzern: Eigert und Spendel. Den Anteil Spendlers übernahm um 1900 der Österreicher Morgenbeser, nach dem Ersten Weltkrieg wiederum ein Herr Szafron.

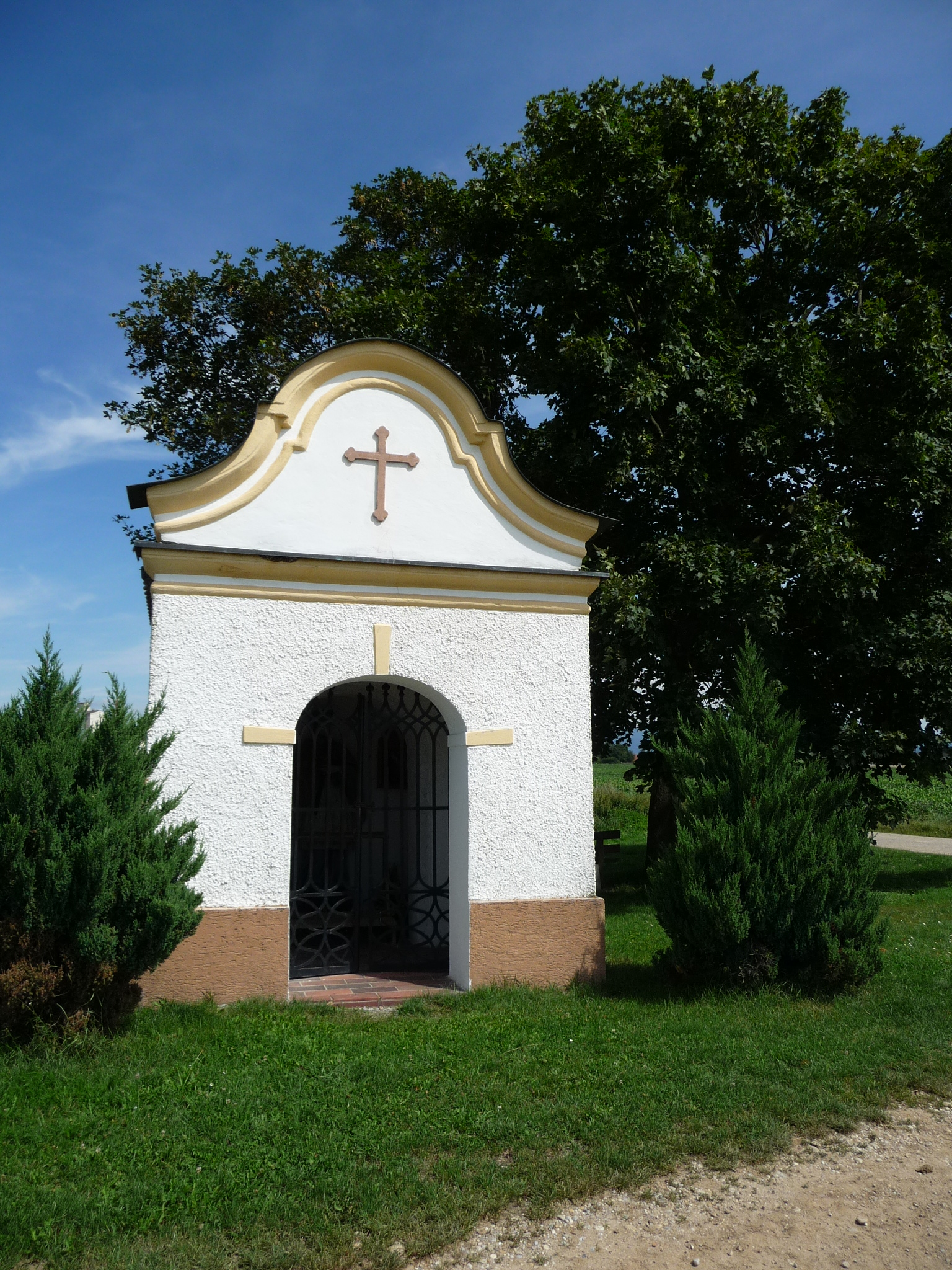
Nepomuk-Kapelle

1856 wurde im nahegelegenen Dorf Eigersfeld (Rzędówka) ein Bahnhof angelegt, wodurch Stein Anschluss an das Eisenbahnnetz erhielt. Der Grundbesitzer Eigert stiftete zu Beginn des 19. Jahrhunderts die Nepomuk-Kapelle; mit der örtlichen Schule 1858 und dem Feuerwehrhaus 1910 folgten weitere wichtige Bauten. Bis zum Ende des 19. Jahrhunderts bestand in Stein eine auf Von Gurecky zurückgehende Glashütte, 1890 folgte eine Ziegelei.
1922 fiel der Ort nach der Volksabstimmung in Oberschlesien von 1921, bei der Stein mehrheitlich für den Anschluss an Polen stimmte, als Kamień an das polnische Ostoberschlesien. Der Ort konnte zwar lange seine Unabhängigkeit bewahren, nach dem Zweiten Weltkrieg musste er jedoch mit Leszczyny, Książenice und Przegędza eine Verbandsgemeinde (gmina zbiorcza) bilden und 1973 wurde Kamień Ortsteil von Ochojec, 1977 schließlich von Rybnik.
Erst im Jahre 1989 wurde Kamień zur eigenen Parochie, nachdem es ursprünglich zur Pfarrei Rybnik und nach der Gründung der Pfarrei Książenice 1925 zur selbigen gehört hatte. 1994 erhielt der Ort eine Kirche.

### Einwohnerentwicklung und Gebäudeverhältnisse
Die Einwohnerzahlen des Ortes inkl. Gutsbezirk und Gebäudeverhältnisse:
| Jahr | Einwohner | Privatwohnhäuser | Gewerbliche Geb. | Landwirtschaftliche Geb. |
| ---- | --------- | ---------------- | ---------------- | ------------------------ |
| 1855 | 335       |                  |                  |                          |
| 1861 | 482       | 61               | 2                | 64                       |
| 1885 | 513       |                  |                  |                          |
| 1910 | 678       |                  |                  |                          |

## Sehenswürdigkeiten
- Kirche des hl. Bruder Albertus

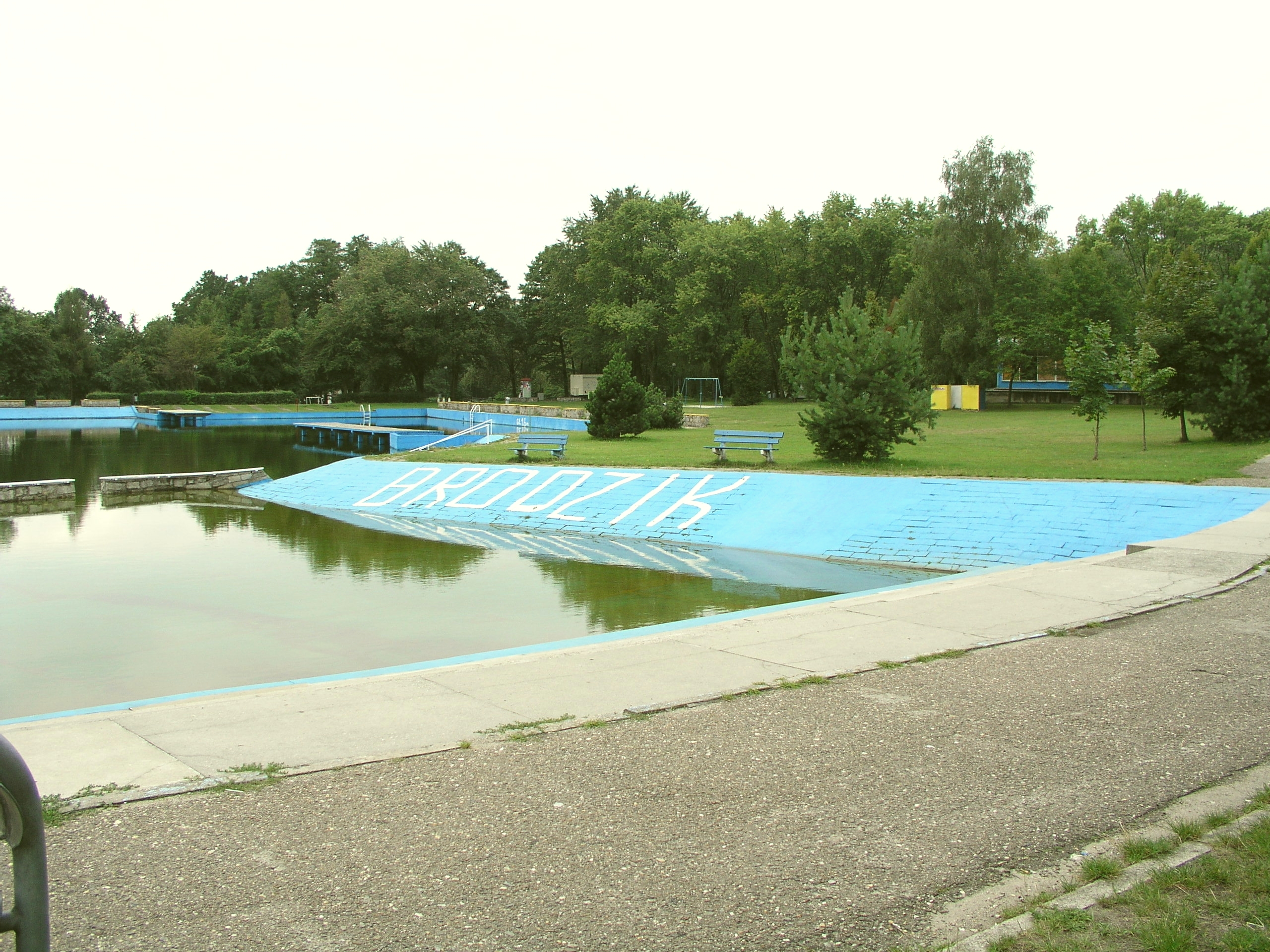
MOSiR in Rybnik

- Schwimmbad MOSiR (Miejski Ośrodek Sportu i Rekreacji)
- Hotel Olimpia

## Bildung
In Kamień befindet sich die Grundschule Nr. 28. Sie wurde am 26. Mai 1931 gegründet.